# One Night in Vegas
One Night in Vegas es una película de comedia dramática nigeriana de 2013 dirigida por John Uche. Está protagonizada por Jimmy Jean-Louis, John Dumelo, Yvonne Nelson, Sarodj Bertin, Van Vicker, Michael Blackson y Koby Maxwell. Fue creada por el mismo equipo que presentó Paparazzi Eye in the Dark en 2011. Con un presupuesto bajo de seis cifras y filmada en el transcurso de 19 días, ha sido conocida en el mercado de Nollywood como la película preparada para subir el listón de las producciones africanas al utilizar un enfoque más occidental, calidad y estándares de producción en particular, empleando la experiencia de un cineasta estadounidense, Tim " Black Magic Tim " Wilson, para servir como director de fotografía y editor. El estreno oficial en Ghana fue una de las mayores asistencias en la historia del Silverbird Theatre en Accra Mall.
Se proyectó en la ciudad de Nueva York, la Biblioteca del Congreso en Washington D. C., El Festival de Cine Panafricano, Dublín, Irlanda, Haití, Nigeria, Maryland, Virginia, California, Reino Unido, Sudáfrica y Sierra Leona.

## Sinopsis
James Foster, un hombre en una encrucijada consigo mismo y su matrimonio. Después de un caso de alto perfil con una banda de matones; James ha estado sobrio durante 18 meses. Decide que un viaje a Las Vegas con su esposa Genie sería una buena manera de reavivar su relación, así como una oportunidad para contratar a su amigo guardaespaldas, Nick, unos días más como "agradecimiento" de vacaciones por su seguridad en el caso.
La madre de Genie, Barbara, se muestra escéptica sobre si el viaje le ayudará a a fortalecer su relación con James o resolverá los problemas íntimos entre ellos.

## Elenco
- Jimmy Jean-Louis como Nick
- John Dumelo como James
- Yvonne Nelson como Genio
- Sarodj Bertin como Ashely
- Michael Blackson como el Sr. Roland
- Van Vicker como Tony
- Koby Maxwell como Pat
- Sahndra Fon Dufe como Mildred

## Reconocimientos

### Nominaciones
- Premios NAFC 2013: Mejor película de la diáspora[29]
- Premios NAFC 2013: Mejor película[30]
- Premios NAFC 2013: Mejor sonido
- Premios NAFC 2013: Mejor director en la diáspora
- Premios NAFC 2013: Mejor fotografía en la diáspora
- Premios NAFC 2013: Mejor fotografía
- Premios NAFC 2013: Mejor actor de reparto
- Premios NAFC 2013: Mejor guion
- Premios NAFC 2013: Mejor guion en la diáspora
- Premios NAFC 2013: Mejor montaje
- Premios NAFC 2013: Mejor actor en un papel principal
- Premios NAFC 2013: Mejor actriz en un papel principal
- Premios NAFC 2013: Mejores efectos visuales
- 2013 Ghana Movie Awards: Mejor montaje / sonido[31]
- 2013 Ghana Movie Awards : Mejor música
- 2013 Ghana Movie Awards: Mejor actuación de un actor en un papel secundario
- 2013 Ghana Movie Awards: Mejor película

### Premios
- 2013 NAFCA : Mejor fotografía[32]
- 2013 NAFCA: Mejor película en la diáspora[33]
- 2013 NAFCA: Mejor actor de reparto[34][35]